# Vitex quinata
Vitex quinata là một loài thực vật có hoa trong họ Hoa môi. Loài này được (Lour.) F.N.Williams miêu tả khoa học đầu tiên năm 1905.